# Der Kulterer
Der Kulterer ist eine im Jahr 1962 entstandene Erzählung des österreichischen Schriftstellers Thomas Bernhard. Sie handelt von einem Gefängnisaufenthalt und der anstehenden Freilassung der Hauptperson, des Kulterers.

Umschlag des Buches Der Kulterer, 1974

## Inhalt
Die Hauptperson, ein einfacher, zurückhaltender und anspruchsloser Mensch, fügt sich ohne Auflehnung in den brutalen Strafvollzug ein, wo schon wegen einfachster Widersprüche Schläge mit dem Gummiknüppel auf den Kopf der Gefangenen üblich sind.
Er erkennt: „Auflehnung ist Größenwahn“. Sie wäre auch nicht gerechtfertigt, da er seine Strafe in Anbetracht seines – nicht näher bezeichneten – Verbrechens akzeptiert. So wird er fast zum Liebling der Wärter, die ihn zwar nicht bevorzugen, ihn aber auch nicht ungerecht bestrafen.
Die Strafanstalt wird für den Kulterer zum Freiraum, in dem er Welt und „Gotteswelt“, „Himmel und Hölle“ erstmals als Bestandteile eines sinnvollen Systems verstehen lernt. Während die anderen Gefangenen, im Grunde viehisch-rohe Gesellen, gewalttätig und aufbegehrend, sich an dem System abnutzen und verbrauchen, gelingt es dem Kulterer, die Wirkungsstätte seines Gefängnisaufenthalts zum Ort einer Selbstverwirklichung zu machen: Er beginnt nachts im Dunkeln, kleine Geschichten niederzuschreiben, die ihm halb im Traum einfallen und die er wach fortspinnt. Über diese Geschichten findet er auch Zugang zu den anderen Gefangenen, die zwar seine Literatur meistens nicht verstehen, sie aber akzeptieren und die Lesungen, die er hält, gerne hören.
Das Verhältnis des Kulterers zu seiner Frau bleibt unklar; sie schickt ihm regelmäßig Pakete und Briefe, die zu öffnen ihm schwerfällt. Er scheint sich ihr gegenüber weiter schuldig zu fühlen, obwohl er im Gefängnis für seine Tat büßt. Es deutet nichts darauf hin, dass er sich auf ein Wiedersehen mit seiner Frau freut.
Schließlich steht die Entlassung des Kulterers an, er sieht ihr bange entgegen. Die Entlassungsprozedur nimmt ihren vorgesehenen Gang. Die Abschiede von den Mitgefangenen und einzelnen Gefängnisbediensteten sind teils emotional. Der Kulterer schnürt seine Geschichten zu einem dicken Bündel zusammen. „Er entfernte sich, so rasch er konnte, von der Strafanstalt in die Landschaft hinein, die, hügelig, braun und grau, vor Hoffnungslosigkeit dampfte.“

## Entstehung
Für die Buchreihe Bücher der Neunzehn schickte Thomas Bernhard auf Anfrage von Wieland Schmied, Lektor im Insel Verlag, im Herbst 1962 die Erzählung Der Briefträger ein. Diese Erzählung wandelte er für die Publikation als Der Kulterer (1969) in zweierlei Hinsicht ab: er veränderte den Namen des Protagonisten in Franz Kulterer und er strich die letzten beiden Sätze der ursprünglichen Erzählung, die gelautet hatten: „Selbst wenn sie mich wirklich liebt, dachte der Briefträger, und wenn sie mir alles verzeiht, es wäre fürchterlich. Und er wartete, bis der Zug keine Möglichkeit ihn zu schonen mehr hatte, und warf sich unter die Räder.“

## Veröffentlichung
Der Kulterer erschien mit Illustrationen von Peter Herzog zunächst 1969 in dem Prosaband An der Baumgrenze im Residenz-Verlag Salzburg, zusammen mit den beiden Erzählungen Der Italiener und An der Baumgrenze. Danach 1974 unter dem eigentlichen Titel, zusammen mit der Filmgeschichte. Eine Neuausgabe, ebenfalls mit den Illustrationen Herzogs, erfolgte 2011 in der Insel-Bücherei.

## Rezeption
Die zeitgenössische feuilletonistische Rezeption des Bandes An der Baumgrenze, der Der Kulterer erhielt, fiel überwiegend positiv aus. Joachim Kaiser stellte Bernhards drei Erzählungen in eine Reihe mit Heimito von Doderer, Thomas Mann und Franz Kafka. Der Rezensent des Schweizer Tages-Anzeigers nannte Der Kulterer „behutsame [und] eindringliche Prosa“, „grosse Dichtung“.

## Interpretation
Die bei Bernhard oft nachgewiesene „negative Idylle“ ist bereits in dieser frühen Geschichte vollständig ausgeprägt: Die Selbstverwirklichung des Subjekts geschieht unerwartet dort, wo Gewalt und Finsternis herrschen, wo der Einzelne bis auf die grundlegenden Bedürfnisse tagtäglich Vergewaltigung erfahren muss.
Der viel beschriebene „Ortstopos“ im Werk Bernhards ist hier vor der Kulisse einer Strafanstalt noch nicht in der absurden Konstellation der späteren Werke wie Das Kalkwerk ausgearbeitet. Bernhard beschreibt die Örtlichkeit sehr anschaulich und fast logisch folgerichtig. Es handelt sich nämlich bei der Gefängnisanlage um ein altes aufgegebenes Kloster, in dem schon immer Menschen (wenn auch früher freiwillig) vom Leben in der Außenwelt Abstand genommen haben und in die auch heute nur selten Irritationen eindringen: Briefe und Pakete aus der Außenwelt oder das Lachen von Bauersfrauen von den umliegenden Feldern.
Dennoch drückt die Realität dem Schreibenden ihren Stempel auf: Er schreibt nur traurige Geschichten, in denen er aber bis zu einem gewissen Grad Wirklichkeit gestalten kann und die Welt verstehen lernt.
So ist es nicht verwunderlich, dass der Kulterer seiner bevorstehenden Entlassung mit Skepsis und Angst entgegensieht. Er fürchtet um den Verlust seines Schutzraums; sein Weg wird nicht in die Freiheit führen, sondern in eine Landschaft, die „von Hoffnungslosigkeit dampft“ und in der ein weiterer literarischer Schaffensprozess nicht glaubhaft ist.

## Verfilmung
Nach dem Erfolg der Verfilmung von Der Italiener erweiterte Thomas Bernhard Der Kulterer 1973 zu einer „Filmerzählung“. Unter der Regie von Vojtěch Jasný entstand 1973/74 der Fernsehfilm Der Kulterer mit Helmut Qualtinger in der Titelrolle. Die Gemeinschaftsproduktion von ZDF und ORF wurde 1974 im ZDF und im ORF ausgestrahlt.